# Liste der Naturdenkmale in Tannheim (Württemberg)
| Naturdenkmale | Anzahl |
| ------------- | ------ |
| FND           | 1      |
| END           | 1      |
| Gesamt        | 2      |

Die Liste der Naturdenkmale in Tannheim nennt die verordneten Naturdenkmale (ND) der im baden-württembergischen Landkreis Biberach liegenden Gemeinde Tannheim. In Tannheim gibt es insgesamt zwei als Naturdenkmal geschützte Objekte, davon ein flächenhaftes Naturdenkmal (FND) und ein Einzelgebilde-Naturdenkmal (END).
Stand: 1. November 2016.

## Flächenhafte Naturdenkmale (FND)
| Name                     | Bild | Kennung     | Einzelheiten | Position | Fläche Hektar | Datum         |
| ------------------------ | ---- | ----------- | ------------ | -------- | ------------- | ------------- |
| Baumreihe beim Haldenhof | BW   | 84261170020 | Tannheim     | ⊙        | 0,1           | 29. Nov. 1991 |
| Legende für Naturdenkmal |      |             |              |          |               |               |

## Einzelgebilde (END)
| Name                                                                           | Bild | Kennung     | Einzelheiten | Position | Fläche Hektar | Datum         |
| ------------------------------------------------------------------------------ | ---- | ----------- | ------------ | -------- | ------------- | ------------- |
| Baumreihe beim Haldenhof, südl. von Tannheim (14 Birken, 1 Lärche u. 1 Kiefer) | BW   | 84261170001 | Tannheim     | ⊙        | 0,0           | 29. Nov. 1991 |
| Legende für Naturdenkmal                                                       |      |             |              |          |               |               |